# Громаковский, Владимир Александрович
Владимир Александрович Громаковский (1922—1995) — полковник Советской Армии, участник Великой Отечественной войны, Герой Советского Союза (1946).

## Биография
Владимир Громаковский родился 15 марта 1922 года в Оренбурге в семье служащего. Окончил среднюю школу. В 1940 году Громаковский был призван на службу в Рабоче-крестьянскую Красную Армию. В 1942 году он окончил Краснодарскую военно-авиационную школу пилотов. С августа того же года — на фронтах Великой Отечественной войны. Принимал участие в боях на Брянском, Воронежском, 1-м Украинском и 1-м Белорусском фронтах. Участвовал в боях под Воронежем, битве на Курской дуге, освобождении Украинской ССР и Польши, боях в Германии. Летал в паре с майором Иваном Кожедубом.
К маю 1945 года гвардии старший лейтенант Владимир Громаковский командовал звеном 176-го гвардейского истребительного авиаполка 16-й воздушной армии 1-го Белорусского фронта. К тому времени он совершил 186 боевых вылетов, в которых сбил 15 вражеских самолётов лично и 1 в группе.
Указом Президиума Верховного Совета СССР от 15 мая 1946 года за «мужество и героизм, проявленные в воздушных боях с немецкими захватчиками» гвардии старший лейтенант Владимир Громаковский был удостоен высокого звания Героя Советского Союза с вручением ордена Ленина и медали «Золотая Звезда» за номером 8979.
После окончания войны Громаковский продолжил службу в Советской Армии. В 1954 году в звании полковника он был уволен в запас. Проживал в Москве, работал механиком-испытателем производственного объединения имени В. В. Чернышёва. Умер 13 октября 1995 года, похоронен на Митинском кладбище Москвы.
Был также награждён тремя орденами Красного Знамени, орденами Отечественной войны 1-й степени и Красной Звезды, а также рядом медалей.

## Память
В честь Громаковского названа школа № 1 в Дербенте. Также имя Громаковского носят улицы в городах Дагестана: Дагестанских Огнях, Дербенте и Хасавюрте.